# Mabinay
Mabinay est une localité de la province du Negros oriental, aux Philippines. En 2015, elle compte 78 864 habitants.